# 민형종
민형종(閔炯鍾, 1958년 2월 5일 ~ , 전남 영암군)은 대한민국의 공무원이다. 

## 학력
- 광주제일고등학교 졸업
- 한국외국어대학교 경제학 학사
- 일리노이대학교 대학원 경제학 석사
- 충남대학교 대학원 경영학 박사

## 경력
- 1981 : 제24회 행정고시 합격
- 2001 : 부산지방조달청장
- 2002 : 조달청 시설국장
- 조달청 기획관리관
- 조달청 물자정보국장
- 조달청 전자조달본부장
- 서울지방조달청장
- 조달청 전자조달본부장
- 조달청 구매사업본부장
- 조달청 구매사업국장
- 조달청 기획조정관
- 2012.01 : 조달청 차장
- 2013.03 ~ 2014.07 : 조달청장
- 2016.03 : 충남대학교 경상대학 초빙교수

## 수상
- 1993 : 국무총리 표창
- 2000 : 홍조근정훈장
- 2015 : 황조근정훈장

| 전임 김명수 | 제26대 조달청 차장 2012년 1월 13일 ~ 2013년 3월 18일 | 후임 구자현 |

| 전임 강호인 | 제31대 조달청장 2013년 3월 18일 ~ 2014년 7월 24일 | 후임 김상규 |